# Divín
Divín (bis 1927 slowakisch „Divíň“; deutsch Diwein, ungarisch Divény – älter auch Diviny) ist eine Gemeinde in der Mittelslowakei.

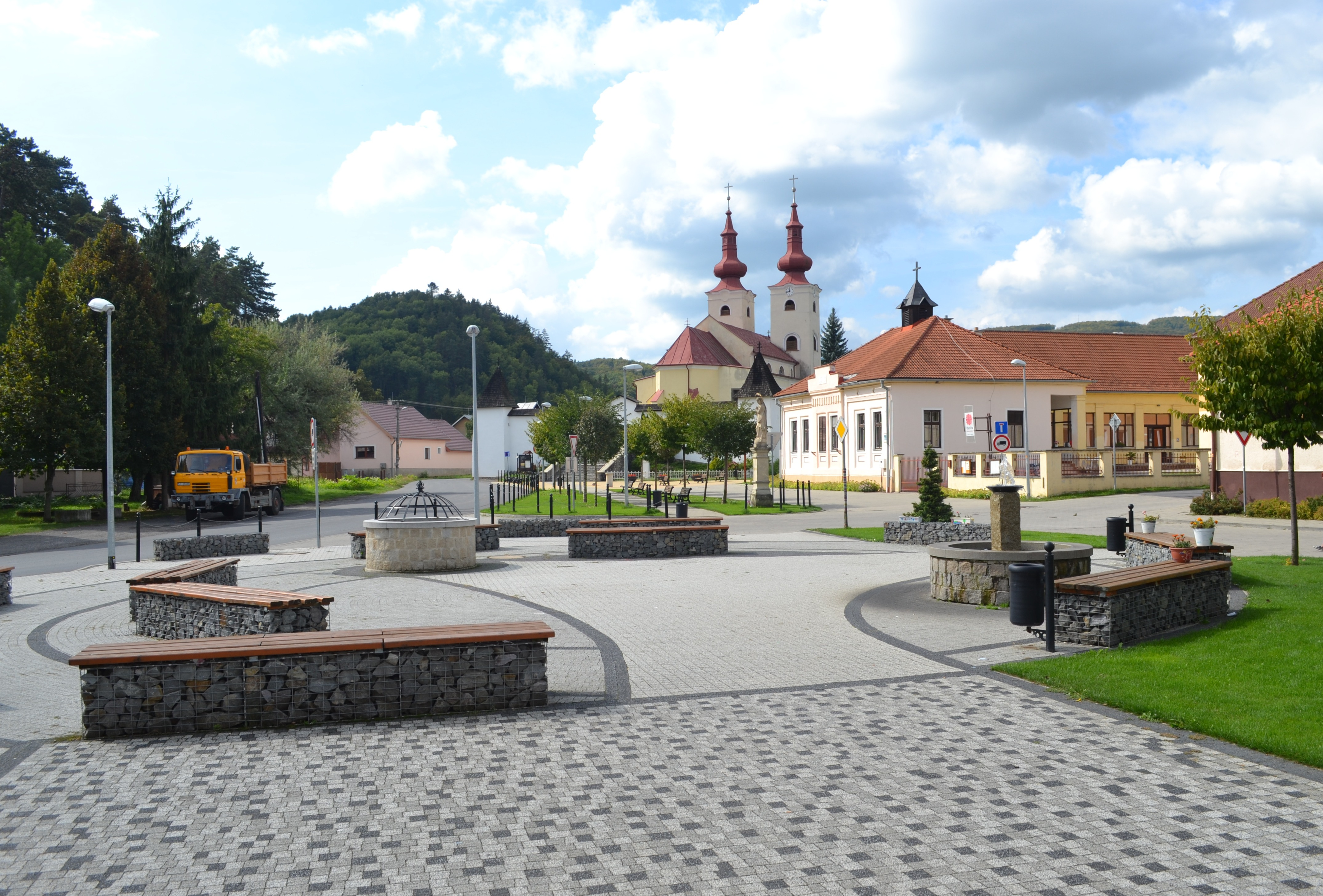
Blick auf den Dorfplatz

## Lage
Sie liegt an der Grenze von Krupinská planina und Lučenská kotlina, am Budínsky potok der südöstlich des Ortes in den Stausee Ružiná mündet, 20 km von Lučenec entfernt.

## Geschichte
Der Ort mit der Burg Diwein wurde 1329 erstmals als Dyun erwähnt.

## Bevölkerung
| Jahr:                | 1994. | 2004.   | 2014.   | 2024.   |
| -------------------- | ----- | ------- | ------- | ------- |
| Anzahl der Personen: | 2102  | 2045    | 2076    | 2012    |
| Unterschied:         |       | -2,71 % | +1,51 % | -3,08 % |

| Jahr:                | 2023. | 2024.   |
| -------------------- | ----- | ------- |
| Anzahl der Personen: | 2027  | 2012    |
| Unterschied:         |       | -0,74 % |

## Sehenswürdigkeiten
- Ruine der Burg Diwein (hrad Divín), im 13. Jahrhundert erbaut
- Renaissance-Kastell Divín aus dem Jahr 1670/1671
- römisch-katholische Kirche der Allerheiligen aus dem Jahr 1657
- Kapelle der Heiligen Anna aus dem 18. Jahrhundert
- Erholungsstätte beim Stausee Ružiná